# Kevin Tumba
Kevin Tumba (Lubumbashi, 23 februari 1991) is een Belgisch-Congolees basketballer. 

## Carrière
Tumba debuteerde tijdens het seizoen 2011/12 voor Belfius Mons-Hainaut in de Belgische competitie. In 2013 trok hij naar Leuven Bears, waar hij in mei 2014 zijn contract verlengde met twee jaar. In 2015 tekende Tumba bij Spirou Charleroi. In januari 2017 werd hij getransfereerd naar het Spaanse UCAM Murcia. In 2020 verhuisde hij naar het Griekse Kolossos Rodou. In 2021 ging hij spelen voor het Franse Fos Provence Basket waarna hij overstapte in 2022 naar het Griekse Ionikos Nikaias BC.
In juni 2022 tekende hij een contract bij Phoenix Brussels. Eind december 2022 werd hij door de nieuwe eigenaren naar Liège Basket gehaald. In de zomer van 2023 verlengde hij zijn contract bij Luik. Hij tekende in de zomer van 2024 voor drie jaar bij de Antwerp Giants.
In 2015 nam Tumba met de Belgische nationale ploeg deel aan de EuroBasket.